# Giacomo Maria Brignole
Giacomo Maria Brignole (ur. 1724, zm. 1801 we Florencji) – ostatni doża Genui. Jedyny dwukrotnie sprawujący tę funkcję.
Dwukrotnie sprawował urząd doży Republiki Genui: w okresie od 4 marca 1779 roku do 4 marca 1781 roku i ponownie w okresie od 17 listopada 1795 roku do 14 czerwca 1797 roku.
Gdy w czerwcu 1797 roku Republika Genui przestała istnieć, Giacomo Maria Brignole został pozbawiony swych funkcji przez rewolucjonistów francuskich i ich włoskich sympatyków.
Na miejsce starej republiki powstała profrancuska i prorewolucyjna Republika Liguryjska, w której w 1798 roku zarządzono czystki polityczne. Giacomo Brignole, Stefano Rivarola (antyjakobin), bracia Girolamo Serra i Giovanni Battista Serra i jakobiński markiz Gaspare Sauli przestali być chętnie widziani w Genui. Bracia Serra zostali wywiezieni do Mediolanu, Giacomo Brignole i Gaspare Sauli do Florencji.
Napoleon Bonaparte wcielił Republikę Liguryjską (1804) do Cesarstwa, by zablokować porty Brytyjczykom. Giacomo Maria Brignole nie żył już wtedy od trzech lat, zmarł bowiem w roku 1801 na wygnaniu w Wielkim Księstwie Toskanii.